# Новогригор'євська сільська рада
Новогриго́р'євська сільська рада (рос. Новогригорьевский сельский совет) — сільське поселення у складі Акбулацького району Оренбурзької області Росії.
Адміністративний центр — селище Новогригор'євка.

## Населення
Населення — 541 особа (2019; 618 в 2010, 763 у 2002).

## Склад
До складу сільської ради входять:
| Населений пункт           | Населення, осіб (2002) | Населення, осіб (2010) |
| ------------------------- | ---------------------- | ---------------------- |
| Новоалександровка, селище | 130                    | 94                     |
| Новогригор'євка, селище   | 633                    | 524                    |